# Sur les chemins noirs (film)
Pour les articles homonymes, voir Sur les chemins noirs.
Pour plus de détails, voir Fiche technique et Distribution.
Sur les chemins noirs est un film français réalisé par Denis Imbert, sorti en 2023. Il s'agit de l'adaptation du récit du même nom de Sylvain Tesson.

## Synopsis
Alors qu’il est ivre, Pierre, écrivain célèbre et alcoolique, fait une mauvaise chute qui le plonge dans le coma. À son réveil, malgré ses séquelles et contre l’avis des médecins, il décide de traverser la France à pied, depuis le parc du Mercantour jusqu'au nez de Jobourg, en n'empruntant que de petits sentiers (les « chemins noirs » indiqués sur les cartes IGN). Ce voyage est l’occasion pour lui de replonger dans son passé dissolu et de s’interroger sur le sens de la vie.

## Fiche technique
Sauf indication contraire, les informations mentionnées dans cette section peuvent être confirmées par la base de données cinématographiques Unifrance,  présente dans la section « Liens externes ».
- Titre original : Sur les chemins noirs
- Titre de travail : Les Chemins de Pierre
- Réalisation : Denis Imbert
- Scénario : Denis Imbert et Diastème, d'après le récit Sur les chemins noirs de Sylvain Tesson[1],[2]
- Costumes : Marie Credou
- Photographie : Magali Silvestre de Sacy
- Musique : Wouter Dewit
- Son : Nicolas Bouvet-Levrard, Florent Denizot et Damien Luquet
- Montage : Basile Belkhiri
- Production : Clément Miserez et Matthieu Warter
  - Production déléguée : David Giordano
- Sociétés de production : Radar Films ; Apollo Films, Auvergne-Rhône-Alpes Cinéma, JD Prod, Echo Studio, France 3 Cinéma et TF1 Studio (coproductions)
- Société de distribution : Apollo Films / TF1 Studio
- Pays de production :  France| Médias externes |                                                                   |
| Images          |                                                                   |
|                 | Affiche du film sur le site Allociné                              |
| Vidéos          |                                                                   |
|                 | Bande-annonce du film sur le compte youtube d'Apollo distribution |
- Langue originale : français
- Format : couleur
- Genre : drame, biographie
- Durée : 93 minutes
- Dates de sortie :
  - France : 12 janvier 2023 (Aurillac)[3],[4] ; 22 mars 2023 (sortie nationale)
  - Belgique, Suisse romande : 22 mars 2023
  - Québec : 2 juin 2023[5]

## Distribution
Sauf indication contraire, les informations mentionnées dans cette section peuvent être confirmées par la base de données cinématographiques IMDb,  présente dans la section « Liens externes ».
- Jean Dujardin : Pierre Girard
- Joséphine Japy : Anna, l'ancienne compagne de Pierre
- Jonathan Zaccaï : Arnaud, un ami de Pierre
- Dylan Robert : Dylan, un randonneur
- Anny Duperey : Hélène, une tante de Pierre
- Izïa Higelin : Céline, la sœur de Pierre
- Lou Chauvain : Julia
- Hervé Mahieux : Bertrand
- Marie-Christine Barrault : la mère de Pierre (voix)
- Sylvain Tesson : un client attablé en terrasse au bal musette du village de Braux (km 138)

## Production

### Tournage
Le tournage débute le 14 septembre 2021, à Tende. Il se déroule jusqu'en novembre dans plusieurs régions, afin de tenir compte du parcours emprunté par Sylvain Tesson, des Alpes-Maritimes à la Manche en passant notamment par l'Allier, l'Ardèche, le Cantal, la Creuse et l'Indre-et-Loire.

## Accueil

### Accueil critique
En France, le site Allociné propose une moyenne de 3⁄5, basée sur 19 critiques de presse.
Pour Olivier Delcroix (Le Figaro), « Denis Imbert adapte librement le récit de Sylvain Tesson écrit après son grave accident. Et offre à Jean Dujardin un rôle d’une grande puissance. ».
Pour L'Obs, « Les aphorismes de Tesson, qui peut citer Napoléon, pourront en irriter certains, mais Dujardin et ses guests d’étape (Duperey, Zaccaï, Higelin) sont bien ».
Céline Rouden (La Croix) parle d'une adaptation plaisante du livre de Sylvain Tesson, permettant notamment de découvrir la France « sauvage sublimée ». L'acteur principal du film parvient « à nous émouvoir dans les moments difficiles et à nous faire partager son émerveillement devant cette nature encore sauvage où il a choisi de se perdre, et peut-être de se retrouver. ».
Selon Barbara Théate (Le Journal du dimanche), « on se laisse happer par la contemplation d’une nature plus belle qu’hostile, un temps qui s’écoule à un autre rythme et des flashbacks qui rappellent que rien ne sera plus comme avant. ».
Christophe Caron (La Voix du Nord) expose de son côté la « beauté des horizons, modestie du voyage intérieur, mais aussi flash-back superflus et voix off parfois envahissante. ».
Pour Laurent Cambon du site aVoir-aLire, « si Jean Dujardin ne lésine pas sur les efforts pour rendre crédible et sensible cette marche d’un homme abîmé à travers la France, le film ne parvient pas à dépasser le sentiment d’un reportage touristique. ».
Première évoque un « Dujardin [qui] en fait des tonnes sur le mode de « l’écrivain-aventurier » hemingwayen à cigares et regards noyés dans l’horizon, [qui] s’abandonne à des aphorismes de haute volée, cite Thoreau au coin du feu, éconduit poliment des bergères émoustillées par son érudition virile, bref, se la joue ».

### Box-office
Pour son premier jour d'exploitation en France, le 22 mars 2023, Sur les chemins noirs a réalisé 114 247 entrées, dont 71 752 en avant-première, pour un total de 2 102 séances proposées. En comptant pour ce premier jour les avant-premières, le film se positionne en première place du box-office des nouveautés pour sa journée de démarrage, devant John Wick 4 (72 672).
Au bout d’une première semaine d’exploitation dans les salles françaises, le long-métrage totalise 438 142 entrées, pour une première place au box-office, devant John Wick 4 (411 048).
| Pays ou région    | Box-office                      | Date d'arrêt du box-office | Nombre de semaines |
| ----------------- | ------------------------------- | -------------------------- | ------------------ |
| France            | 1 060 069 entrées               | 30 mai 2023                | 10                 |
| Monde hors France | 225 796 entrées                 |                            | 10                 |
| Total mondial     | 1 285 865 entrées - 8 176 047 $ | -                          | -                  |

## Autour du film
- Sylvain Tesson fait un caméo dans le film, en jouant une courte figuration muette.
- Le moine qui accueille Pierre au monastère de Ganagobie en est réellement l'hôtelier et l'histoire qu'il raconte sur la « spiritualité des pierres vivantes » inspirée de la sienne.